# Cytherea turanica
Cytherea turanica är en tvåvingeart som beskrevs av Paramonov 1930. Cytherea turanica ingår i släktet Cytherea och familjen svävflugor. Inga underarter finns listade i Catalogue of Life.